# 쿠수마 와르다니
쿠수마 와르다니(인도네시아어: Kusuma Wardhani, 1964년 2월 20일~2023년 11월 20일)는 인도네시아의 양궁 선수, 정치인이다. 1988년 하계 올림픽에서 여자 양궁 단체전 은메달을 획득했다. 이는 인도네시아가 올림픽에서 획득한 최초의 메달이다.

## 경력
1964년 남술라웨시주 마카사르에서 태어났다.
1985년 인도네시아 양궁 국가대표 선수가 되었으며 그 해 방콕에서 열린 1985년 동남아시아 경기 대회에서 3관왕에 올랐다. 같은 해 10월에는 대한민국 서울에서 열린 1985년 세계 선수권 대회에 참가했다.
1988년 10월 서울에서 열린 1988년 하계 올림픽 양궁 종목에 참가했으며 개인전에서 19위에 올랐다. 릴리스 한다야니, 누르핏리야나 사이만과 함께 참가한 여자 단체전에서는 개최국 대한민국의 뒤를 이어 은메달을 획득하였다. 
현역 은퇴 후에는 정치인으로 활동했으며 발리주 정부에서 청소년 체육부 장관을 맡았다. 만년에는 뇌졸중으로 투병했으며 2023년 11월 20일 마카사르의 병원에서 치료를 받던 도중 사망했다.